# I. István konstantinápolyi pátriárka
I. (Szent) István (ógörögül: Στέφανος Α΄), (867 novembere – 893. május 18.) konstantinápolyi pátriárka 886-tól haláláig.
István I. Baszileiosz bizánci császár fia volt, és fiatalon – 19 évesen – tették meg Konstantinápoly pátriárkájává Phótiosz helyett. István néhány évi kormányzás után már 893-ban elhunyt. A bizánci egyház szentként tiszteli, és ünnepét halála napján üli meg.